# Право на жизнь
Право на жизнь — неотъемлемое право каждого человека, охраняемое законом. Его содержание заключается в том, что никто не может быть умышленно лишён жизни. Также право на жизнь налагает на государство обязательство сделать всё для того, чтобы человеческая жизнь оказалась вне опасности и предпринимать эффективное расследование убийств. В России существование права на жизнь признаётся Конституцией Российской Федерации.

## История
Право на жизнь впервые было провозглашено в качестве естественного в Декларации независимости США от 4 июля 1776 года, но этого права нет ни в Конституции США, принятой в 1787 году, ни в конституциях других государств, принимавшихся вплоть до середины XX века.
Лишь после Второй мировой войны, в 1948 году, Генеральная Ассамблея ООН приняла Всеобщую декларацию прав человека, статья 3 которой гласит: «Каждый человек имеет право на жизнь, на свободу и на личную неприкосновенность».
Несколько позже, в 1950 году, в рамках Совета Европы была заключена Конвенция о защите прав человека и основных свобод, подписанная Россией в 1998 году и ставшая частью её правовой системы.
Многосторонние акты о правах человека, касающиеся права на жизнь, принимались и в других частях света. Такова, например, принятая в 1969 году Межамериканская конвенция о правах человека.
Ещё одним важным документом стал заключённый в 1966 году в рамках ООН Международный пакт о гражданских и политических правах. Статья 6 этого документа провозглашает право на жизнь неотъемлемым правом каждого человека, охраняемым законом. СССР подписал этот Пакт в 1968 году, ратифицировал в 1973 году, присоединившись к Факультативному протоколу к этому Пакту лишь в июле 1991 года.

## Лишение жизни

### Смертная казнь
Согласно статье 2 Конвенции о защите прав человека и основных свобод, применение смертной казни в отдельных случаях допускается: 

Никто не может быть умышленно лишен жизни, иначе как во исполнение смертного приговора, вынесенного судом за совершение преступления, в отношении которого законом предусмотрено такое наказание.
Однако Международный пакт о гражданских и политических правах оговаривает, что в случае применения смертной казни «смертные приговоры могут выноситься только за самые тяжкие преступления»; при этом каждый, кто приговорён к смертной казни, «имеет право просить о помиловании или о смягчении приговора». Следует добавить, что смертный приговор не может быть вынесен «за преступления, совершённые лицами моложе восемнадцати лет, и не приводится в исполнение в отношении беременных женщин».
Статья 20 Конституции Российской Федерации предусматривает, что каждый имеет право на жизнь, но смертная казнь впредь до её отмены может применяться за особо тяжкие преступления. Уголовный кодекс Российской Федерации допускает применение смертной казни, хотя и устанавливает целый ряд ограничений на её применение. В порядке помилования её может заменить пожизненное заключение или лишение свободы на срок 25 лет.
Россия, хотя и ратифицировала европейскую Конвенцию в 2001 году, присоединилась не ко всем её протоколам. В частности, Протокол № 6, предусматривающий отмену смертной казни в мирное время, не ратифицирован, хотя и был подписан в 1997 году.
Тем не менее, фактически в России с 1996 года смертная казнь не применяется. Более того, в 1999 году Конституционный Суд РФ ввёл мораторий на смертную казнь до образования суда присяжных на всей территории страны. Впоследствии, в 2009 году, он продлил этот мораторий на бессрочной основе.
Как исключающее применение смертной казни истолковал право на жизнь Конституционный суд Украины.

### Иные основания лишения жизни
Лишение жизни, согласно Конвенции о защите прав человека и основных свобод, возможно и тогда, «когда оно является результатом абсолютно необходимого применения силы» в случаях:
- защиты любого лица от противоправного насилия;
- законного задержания или предотвращения побега лица, заключенного под стражу на законных основаниях;
- подавления, в соответствии с законом, бунта или мятежа.

## Вопросы, вызывающие разногласия
С реализацией права на жизнь связаны вопросы допустимости абортов и эвтаназии.

### Начало человеческой жизни

#### Право на жизнь с момента зачатия
Восьмая поправка к Конституции Ирландии (англ. Eighth Amendment of the Constitution of Ireland), которая была принята по результатам референдума 7 сентября 1983 года, гласит:

Государство признаёт право на жизнь нерождённого, и, надлежащим образом принимая во внимание равное право на жизнь его матери, гарантирует в своих законах уважение этого права, и, насколько это возможно, законодательно защищает и отстаивает это право.
Оригинальный текст (англ.)The State acknowledges the right to life of the unborn and, with due regard to the equal right to life of the mother, guarantees in its laws to respect, and, as far as practicable, by its laws to defend and vindicate that right

При рассмотрении проблемы аборта возникает вопрос, который не нашёл единого для всех стран решения: с какого времени человеческий зародыш можно считать человеком. С одной стороны, упомянутая ранее Межамериканская конвенция признаёт право на жизнь с момента зачатия. Это право зафиксировано и в Конституции Ирландии (см. врезку). 
Принятая в 2011 Конституция Венгрии также предусматривает защиту жизни нерождённого, или защиту жизни с момента зачатия, что фактически означает введение запрета на аборты.
Среди стран бывшего СССР следует отметить частично признанную Республику Абхазию, парламент которой 22 декабря 2015 года принял законопроект о запрете абортов, который впоследствии, в феврале 2016 года, подписал президент республики. Принятый документ гласит: 

Государство признает право на жизнь нерождённого ребёнка с момента зачатия и запрещает искусственное прерывание беременности.
С другой стороны, согласно суждению Европейского суда по правам человека, человеческая жизнь начинается с момента рождения.
В то же время, признавая право на жизнь по существу, российское государство не определило момент его возникновения, а «законодательное обеспечение этого права явно недостаточно». При этом статья 56 федерального закона от 21.11.2011 N 323-ФЗ «Об основах охраны здоровья граждан в Российской Федерации» разрешает аборты. 

#### Недоношенность
В разных странах приняты различные нормы жизнеспособности родившегося ребёнка. Эти нормы воспринимается специалистами по-разному, так как не во всех странах созданы условия для выхаживания недоношенных детей.

### Эвтаназия
В некоторых странах помощь посторонних лиц при самоубийстве признана законной.